# Velika bedrenika
Velika bedrenika (Pimpinella major), biljka je iz porodice Apiaceae (umbelliferae). Naraste do 100 cm visine. Listovi su ovalni, na kratkoj peteljci, manje-više duboko usječenog ruba, ušiljeni. Promjer štitaca je 5-6 cm, bijelih ili ružičastih cvjetova. Cvate od lipnja do kolovoza. Plodovi su ovalni, veličine 2-3 mm. Mladi listovi biljke su jestivi.

## Sinonimi
- Apium pimpinella (L.) Caruel
- Carum dissectum Baill.
- Carum magnum (L.) Baill.
- Pimpinella magna L.
- Pimpinella major var. rubra Hoppe ex Mérat
- Pimpinella rubra Hoppe & Schleich. ex Spreng.
- Pimpinella saxifraga var. major L.
- Selinum pimpinelloides E.H.L.Krause
- Tragoselinum dissectum Moench
- Tragoselinum magnum (L.) Moench
- Tragoselinum majus (L.) Lam.

## Vanjske poveznice
- PFAF database - Pimpinella major